# الكسندر جاي دالاس
الكسندر جاي دالاس (بالإنجليزية: Alexander J. Dallas (statesman))‏ (و. 1759 – 1817 م) هو محام من الولايات المتحدة الأمريكية ولد في كينغستون.
تولى منصب وزير الخزانة الأمريكي .وهو عضو في الحزب الجمهوري الديمقراطي .

## التعليم
تعلم في جامعة إدنبرة.

## روابط خارجية
- الكسندر جاي دالاس على موقع الموسوعة البريطانية (الإنجليزية)
- الكسندر جاي دالاس على موقع إن إن دي بي (الإنجليزية)